# Wisłoka
Wisłoka – rzeka w południowo-wschodniej Polsce, prawy dopływ górnej Wisły. Długość rzeki wynosi 164 km, a powierzchnia dorzecza 4110 km².

## Bieg rzeki

### Charakterystyka
Wisłoka prawie w całości znajduje się w województwie podkarpackim (w powiatach jasielskim, dębickim oraz mieleckim), swój bieg rozpoczyna jednak w województwie małopolskim (w powiecie gorlickim).
Wypływa na powierzchnię ok. 600 m n.p.m., na południowym stoku Dębiego Wierchu Wisłoka płynie przez Beskid Niski, Pogórze Jasielskie, Kotlinę Jasielsko-Krośnieńską, stanowi granicę pomiędzy Pogórzem Strzyżowskim a Pogórzem Ciężkowickim, a następnie przebiega Doliną Dolnej Wisłoki, by zakończyć swój bieg w Nizinie Nadwiślańskiej, w okolicy Ostrówka. Uchodzi do Wisły na wysokości 153,5 m n.p.m.
Wincenty Pol w pisanej w połowie XIX w. pracy pt. „Rzut oka na północne stoki Karpat” podawał, że ...Wisłoka nosi od źródeł aż do połączenia się swego z rzeką Jasłem [tj. Jasiołką] i Ropą naz[wę]. Dębówki.
Wisłokę cechuje złożony reżim hydrologiczny (w górnej partii obserwuje się śnieżny silnie wykształcony, natomiast w dolnej – śnieżno-deszczowy), a także, podobnie jak inne rzeki górskie i podgórskie, duży spadek podłużny, przekraczający 3–5‰. Rzekę charakteryzują duża zmienna stanów wody oraz duży potencjał powodziowy, spowodowane częstymi ulewnymi opadami, powodującymi gwałtowne przybory wód. Decydowało to o możliwościach spławu i żeglugi na rzece. Wspomniany wyżej W. Pol podawał, iż Wody gościnne bywają na Wisłoce o ś. Janie, o ś. Jakóbie, także często w czasie letnich nawalnic (...). Jednocześnie jednak autor ten wykazywał, że Wisłoka była wówczas rzeką trudną i niebezpieczną dla spławu i żeglugi: Główną zawadą na téj rzéce dla spławu i żeglugi jest zdziczałe jéj łoże, po którym wody nie zebrane szeroko bujają, a płytko są zebrane. Zaspy kamieńca i żwiru, które z górnego biegu nanosi sprawiają, że i koryto Wisły i jéj koryto miałczeje co raz więcéj.

### Miasta nad rzeką
Miasta znajdujące się nad Wisłoką, w kolejności od źródła: Jasło, Kołaczyce, Brzostek, Pilzno, Dębicę, Przecław oraz Mielec.

## Dorzecze

### Obszar zlewni
Powierzchnia zlewni Wisłoki wynosi 4110 km². Znajduje się na terenie dwóch województw (województwo podkarpackie i województwo małopolskie) i dwunastu powiatów (powiaty gorlicki, nowosądecki, jasielski, krośnieński, sanocki, tarnowski, dąbrowski, dębicki, strzyżowski, ropczycko-sędziszowski, mielecki, kolbuszowski).

## Hydrologia rzeki

### Przepływ cieku
Na rzece wodowskazy IMGW znajdują się w Kotani (154,49 km biegu rzeki), Nowym Żmigrodzie (132 km), Żółkowie (113,09 km), Krajowicach (104,04 km), Łabuziu – części wsi Parkosz (71,22 km), Brzeźnicy (48,05 km), Pustkowie (42,63 km) oraz w Mielcu (22,23 km).
| Przepływy na stacjach wodowskazowych IMGW[12] [m³/s] | Przepływy na stacjach wodowskazowych IMGW[12] [m³/s] | Przepływy na stacjach wodowskazowych IMGW[12] [m³/s] | Przepływy na stacjach wodowskazowych IMGW[12] [m³/s] | Przepływy na stacjach wodowskazowych IMGW[12] [m³/s] | Przepływy na stacjach wodowskazowych IMGW[12] [m³/s] | Przepływy na stacjach wodowskazowych IMGW[12] [m³/s] |
| Stacja wodowskazowa                                  | WWQ[a]                                               | SWQ[b]                                               | SSQ[c]                                               | SNQ[d]                                               | NNQ[e]                                               | Lata                                                 |
| ---------------------------------------------------- | ---------------------------------------------------- | ---------------------------------------------------- | ---------------------------------------------------- | ---------------------------------------------------- | ---------------------------------------------------- | ---------------------------------------------------- |
| Krempna-Kotań                                        | 134                                                  | 71,8                                                 | 2,93                                                 | 0,26                                                 | 0,12                                                 | 2003–2010                                            |
| Żółków                                               | 464                                                  | 191                                                  | 7,71                                                 | 0,67                                                 | 0,12                                                 | 1971–2010                                            |
| Krajowice                                            | 1370                                                 | 508                                                  | 23,6                                                 | 2,94                                                 | 0,99                                                 | 1951–2010                                            |
| Łabuzie                                              | 1370                                                 | 487                                                  | 28,2                                                 | 3,99                                                 | 1,38                                                 | 1981–2010                                            |
| Pustków                                              | 1380                                                 | 728                                                  | 41,2                                                 | 6,89                                                 | 4,60                                                 | 2004–2010                                            |
| Mielec 2                                             | 1360                                                 | 581                                                  | 38,9                                                 | 7,21                                                 | 3,00                                                 | 1993–2010                                            |

### Temperatura wody
| Temperatura wody wg miejscowości w okresie od 22 stycznia do 1 grudnia 2009[13] | Temperatura wody wg miejscowości w okresie od 22 stycznia do 1 grudnia 2009[13] | Temperatura wody wg miejscowości w okresie od 22 stycznia do 1 grudnia 2009[13] | Temperatura wody wg miejscowości w okresie od 22 stycznia do 1 grudnia 2009[13] |
| JCW                                                                             | Średnia temperatura                                                             | Najniższa temperatura                                                           | Najwyższa temperatura                                                           |
| ------------------------------------------------------------------------------- | ------------------------------------------------------------------------------- | ------------------------------------------------------------------------------- | ------------------------------------------------------------------------------- |
| Krempna                                                                         | 8,8 °C                                                                          | 1,0 °C                                                                          | 19,6 °C                                                                         |
| Żółków                                                                          | 9,0 °C                                                                          | 0,6 °C                                                                          | 21,4 °C                                                                         |
| Jasło (Gądki)                                                                   | 10,2 °C                                                                         | 1,5 °C                                                                          | 21,0 °C                                                                         |
| Pilzno                                                                          | 11,5 °C                                                                         | 2,3 °C                                                                          | 22,1 °C                                                                         |
| Podgrodzie                                                                      | 11,4 °C                                                                         | 0,5 °C                                                                          | 22,6 °C                                                                         |
| Kozłów                                                                          | 11,0 °C                                                                         | 2,2 °C                                                                          | 21,3 °C                                                                         |
| Przecław                                                                        | 11,3 °C                                                                         | 2,0 °C                                                                          | 21,6 °C                                                                         |
| Mielec (Wojsław)                                                                | 9,8 °C                                                                          | 1,9 °C                                                                          | 22,2 °C                                                                         |
| Gawłuszowice                                                                    | 11,2 °C                                                                         | 1,6 °C                                                                          | 21,9 °C                                                                         |

## Środowisko naturalne

### Rybostan
W Wisłoce w przekroju Mokrzec i Dębica stwierdzono 35 gatunków ryb. W rzece występują m.in.: brzana (Barbus barbus), kiełb pospolity (Gobio gobio), kleń (Squalius cephalus), piekielnica (Alburnoides bipunctatus), płoć (Rutilus rutilus), strzebla potokowa (Phoxinus phoxinus), świnka pospolita (Chondrostoma nasus), ukleja pospolita (Alburnus alburnus), okoń pospolity (Perca fluviatilis), pstrąg potokowy (Salmo trutta m. fario), łosoś szlachetny (Salmo salar), troć wędrowna (Salmo trutta m. trutta), koza pospolita (Cobitis taenia), lipień pospolity (Thymallus thymallus), głowacz białopłetwy (Cottus gobio), głowacz pręgopłetwy (Cottus poecilopus), śliz pospolity (Barbatula barbatula), minóg strumieniowy (Lampetra planeri), boleń pospolity (Leuciscus aspius), certa (Vimba vimba), jaź (Leuciscus idus), karaś srebrzysty (Carassius gibelio), krąp (Blicca bjoerkna), leszcz (Abramis brama), różanka pospolita (Rhodeus sericeus), wzdręga (Scardinius erythrophthalmus), jazgarz (Gymnocephalus cernua), sandacz pospolity (Sander lucioperca), piskorz (Misgurnus fossilis), szczupak pospolity (Esox lucius), węgorz europejski (Anguilla anguilla), miętus pospolity (Lota lota).
Wisłoka i jej dopływy stanowiły siedlisko oraz miejsce tarła ryb dwuśrodowiskowych, jednak budowa stopni i regulacje koryta doprowadziły do zaniku siedlisk i wyginięcia jesiotra, łososia, troci i certy w dorzeczu górnej Wisłoki. W wyniku badań stwierdzono, że w oddzielonych progami odcinkach rzeki występuje duże zróżnicowanie gatunkowe.

### Obszary chronione

#### Parki narodowe
Rzeka biegnie terenem zajmowanym przez Magurski Park Narodowy. Powstał on w celu ochrony fauny, flory i krajobrazu Beskidu Niskiego.

#### Obszary chronionego krajobrazu
Wisłoka przepływa przez Południowomałopolski Obszar Chronionego Krajobrazu, Obszar Chronionego Krajobrazu Beskidu Niskiego, Obszar Chronionego Krajobrazu Pogórza Strzyżowskiego, Obszar Chronionego Krajobrazu Pogórza Ciężkowickiego, Jarząbsko-Żdżarski Obszar Chronionego Krajobrazu i Przecławski Obszar Chronionego Krajobrazu. Obszary chronionego krajobrazu obejmują tereny cenne ze względu na wartości przyrodnicze, historyczne i kulturowe oraz wyróżniające się walorami krajobrazowymi, dające możliwość zaspokajania potrzeb związanych z turystyką i wypoczynkiem lub pełniące funkcję korytarzy ekologicznych.

#### Obszary Natura 2000
Wisłoka wraz z dopływami tworzy trzy specjalne obszary ochrony siedlisk: przy źródłach – Źródliska Wisłoki o powierzchni 181,84 ha, w odcinku górnym (od północnej granicy Ostoi Magurskiej do mostu na drodze krajowej nr 73 w Jaworzu Górnym) – Wisłoka z dopływami o powierzchni 2651,03 ha, a w odcinku dolnym (od Podleszan do ujścia Wielopolki oraz od Dębicy do ujścia Chotowskiego Potoku) – Dolna Wisłoka z dopływami o powierzchni 453,69 ha. Rzeka przepływa także przez obszar specjalnej ochrony ptaków Beskid Niski oraz specjalny obszar ochrony siedlisk Ostoja Magurska.

## Administracja

### Nadzór wodny
Cała rzeka podlega zarządowi zlewni w Jaśle i regionalnemu zarządowi gospodarki wodnej w Rzeszowie. Dolny odcinek rzeki znajduje się pod opieką nadzoru wodnego w Mielcu, środkowy odcinek – nadzoru wodnego w Dębicy, a górny odcinek – nadzoru wodnego w Jaśle. Wisłoka na Mapie Podziału Hydrograficznego Polski ma identyfikator 218.

#### Jednolite części wód
W planie gospodarowania wodami na obszarze dorzecza Wisły Wisłokę podzielono na osiem jednolitych części wód powierzchniowych.
| Jednolite części wód powierzchniowych w pgw na lata 2011–2016 i 2016–2021 | Jednolite części wód powierzchniowych w pgw na lata 2011–2016 i 2016–2021 | Jednolite części wód powierzchniowych w pgw na lata 2011–2016 i 2016–2021 | Jednolite części wód powierzchniowych w pgw na lata 2011–2016 i 2016–2021 | Jednolite części wód powierzchniowych w pgw na lata 2011–2016 i 2016–2021 | Jednolite części wód powierzchniowych w pgw na lata 2011–2016 i 2016–2021 |
| Nazwa jcwp                                                                | Kod jcwp                                                                  | Typ                                                                       | Status                                                                    | Stan                                                                      |                                                                           |
| ------------------------------------------------------------------------- | ------------------------------------------------------------------------- | ------------------------------------------------------------------------- | ------------------------------------------------------------------------- | ------------------------------------------------------------------------- | ------------------------------------------------------------------------- |
| Wisłoka od pot. Kiełkowskiego do ujścia                                   | PLRW20001921899                                                           | 19 (rzeka nizinna piaszczysto-gliniasta)                                  | silnie zmieniona                                                          | dobry                                                                     |                                                                           |
| Wisłoka od Rzeki do Pot. Kiełkowskiego                                    | PLRW20001921895                                                           | 19 (rzeka nizinna piaszczysto-gliniasta)                                  | silnie zmieniona                                                          | zły                                                                       |                                                                           |
| Wisłoka od pot. Chotowskiego do Rzeki                                     | PLRW200019218771                                                          | 19 (rzeka nizinna piaszczysto-gliniasta)                                  | silnie zmieniona                                                          | zły                                                                       |                                                                           |
| Wisłoka od Ropy do Pot. Chotowskiego                                      | PLRW200015218719                                                          | 15 (średnia rzeka wyżynna – wschodnia)                                    | silnie zmieniona                                                          | dobry                                                                     |                                                                           |
| Wisłoka od Dębownicy do Ropy                                              | PLRW200014218199                                                          | 14 (mała rzeka fliszowa)                                                  | naturalna                                                                 | dobry                                                                     |                                                                           |
| Wisłoka od Ryja do Dębownicy                                              | PLRW2000142181959                                                         | 14 (mała rzeka fliszowa)                                                  | naturalna                                                                 | dobry                                                                     |                                                                           |
| Wisłoka od Reszówki do Ryja                                               | PLRW200014218153                                                          | 14 (mała rzeka fliszowa)                                                  | naturalna                                                                 | dobry                                                                     |                                                                           |
| Wisłoka do Reszówki                                                       | PLRW2000122181334                                                         | 12 (potok fliszowy)                                                       | naturalna                                                                 | zły                                                                       |                                                                           |

### Monitoring powodziowy
Dorzecze Wisłoki objęte jest monitoringiem powodziowym. Stacje bazowe znajdują się w Jaśle, Ropczycach, Dębicy i w Mielcu. Na rzece Wisłoce punkty pomiarowe (wodne) znajdują się w Jaśle, Kątach, Kotani, Majscowej, Nowym Żmigrodzie, Osieku Jasielskim, Brzeźnicy, Dębicy, Jaworzu Górnym, Pilźnie (Łabuzie), Skurowej, Gawłuszowicach, Przecławiu i Woli Mieleckiej.

### Obwody rybackie
Wisłoka podzielona jest na pięć obwodów rybackich, którymi administrują zarządy okręgów Polskiego Związku Wędkarskiego:
- Obwód nr 1 – zarządzany przez PZW Krosno, obejmuje odcinek od źródeł do ujścia Jasiołki[20],
- Obwód nr 2 – zarządzany przez PZW Krosno, obejmuje odcinek od ujścia Jasiołki do ujścia Jodłówki[21],
- Obwód nr 3 zbiornika Mokrzec – zarządzany przez PZW Rzeszów, obejmuje odcinek od ujścia Jodłówki do ujścia Dulczy[22],
- Obwód nr 4 – zarządzany przez PZW Rzeszów, obejmuje odcinek od ujścia Dulczy do ujścia Tuszymki[23],
- Obwód nr 5 – zarządzany przez PZW Rzeszów, obejmuje odcinek od ujścia Tuszymki do ujścia rzeki Wisłoki[24].

## Historia
Od średniowiecza dorzecze Wisłoki stanowiło miejsce osadnictwa. Istniały wówczas wielodziałowe grody, nazywane Wietrzno, prawdopodobnie stanowiące osłonę terytorium plemienia z okolic Przemyśla. Wymienia się wśród nich grodziska w Brzezowej, Przeczycy i Trzcinicy.
Pierwszy dokument potwierdzający istnienie wsi w dolinie Wisłoki został wydany przez legata papieskiego Idziego z Tusculum, zatwierdzającego posiadłości opactwa tynieckiego w latach 1123–1125. Wymieniono w nim Pilzno, Brzostek, Klecie, Dęborzyn oraz Vnchovici (prawdopodobnie Januszkowice).
Wzdłuż Wisłoki biegł szlak handlowy łączący Polskę z Węgrami, co skutkowało wzrostem znaczenia znajdujących się przy niej osad, m.in. Kołaczyc, Pilzna i Brzostku, które w XIV w. otrzymały prawa miejskie. Wincenty Pol w połowie XIX w. jednak zauważał: Jarmarki i targi tych miast nie mają wpływu na handel krajowy i ograniczają się tylko głównie na potrzebę okoliczną.
Sama rzeka również pełniła rolę traktu handlowego, jednak jej wykorzystanie w tym celu było niewielkie. Wincenty Pol w "Rzucie oka na północne stoki Karpat" w połowie XIX w. notował: Artykułem spławu jest trochę drzewa, a artykułem żeglugi zboże i naczynia garncarskie, które za granicę idą. (...) Spławy składają się z 6-8-10  sztuk okrągłego drzewa. Rodzaj statków znanych na Wisłoce nazywają krypą; jest to najmniejszy rodzaj wiślanych statków płaskich. (...)  Podług stanu wody odbywają spławy i statki aż w przeciągu jednéj i pół do dwóch godzin przestrzeń jednéj mili. Jednocześnie jednak autor ubolewał nad niedostatecznym wykorzystaniem wód Wisłoki, pisząc: Spławną mogłaby być na Ropie od Biecza, a na Jaśle od Dukli. (...) Statki mogłyby chodzić po niéj już od miasta Jasła dla wielkiego bogactwa wód, gdyby jej łoże tamami ujęte było.
Okolica Wisłoki była kolonizowana przez ludność pochodzenia niemieckiego, nazywaną Głuchoniemcami, co w 1869 roku opisał Wincenty Pol:

Na obszarze Wisłoki uderza nas fakt inny; całą tę okolicę, którą obszar Wisłoki, Ropy, Jasły, Jasełki i średniego Wisłoka zajmuje, osiedli tak zwani Głuchoniemcy od dołów Sanockich począwszy, to jest od okolicy Komborni, Haczowa, Trześniowa aż po Grybowski dział: Gorlice, Szymbark i Ropę od wschodu na zachód, ku północy aż po ziemię Pilźniańską, która jest już ziemią województwa Sandomierskiego. Cała okolica Głuchoniemców jest nowo-siedlinami Sasów; jakoż strój przechowali ten sam co węgierscy i siedmiogrodzcy Sasi. Niektóre okolice są osiadłe przez Szwedów, ale cały ten lud mówi dzisiaj na Głuchoniemcach najczystszą mową polską dijalektu małopolskiego, i lubo z postaci odmienny i aż dotąd Głuchoniemcami zwany, nie zachował ani w mowie ani w obyczajach śladów pierwotnego swego pochodzenia, tylko że rolnictwo stoi tu na wyższym stopniu, a tkactwo jest powołaniem i głównie domowem zajęciem tego rodu.

## Galeria

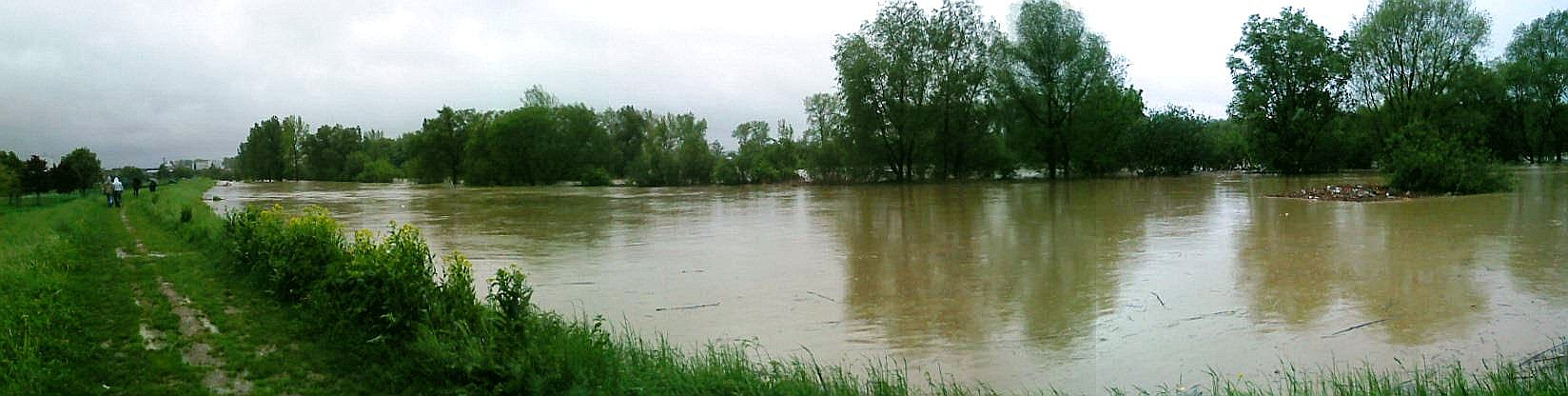
Wezbrana Wisłoka po opadach w Jaśle.
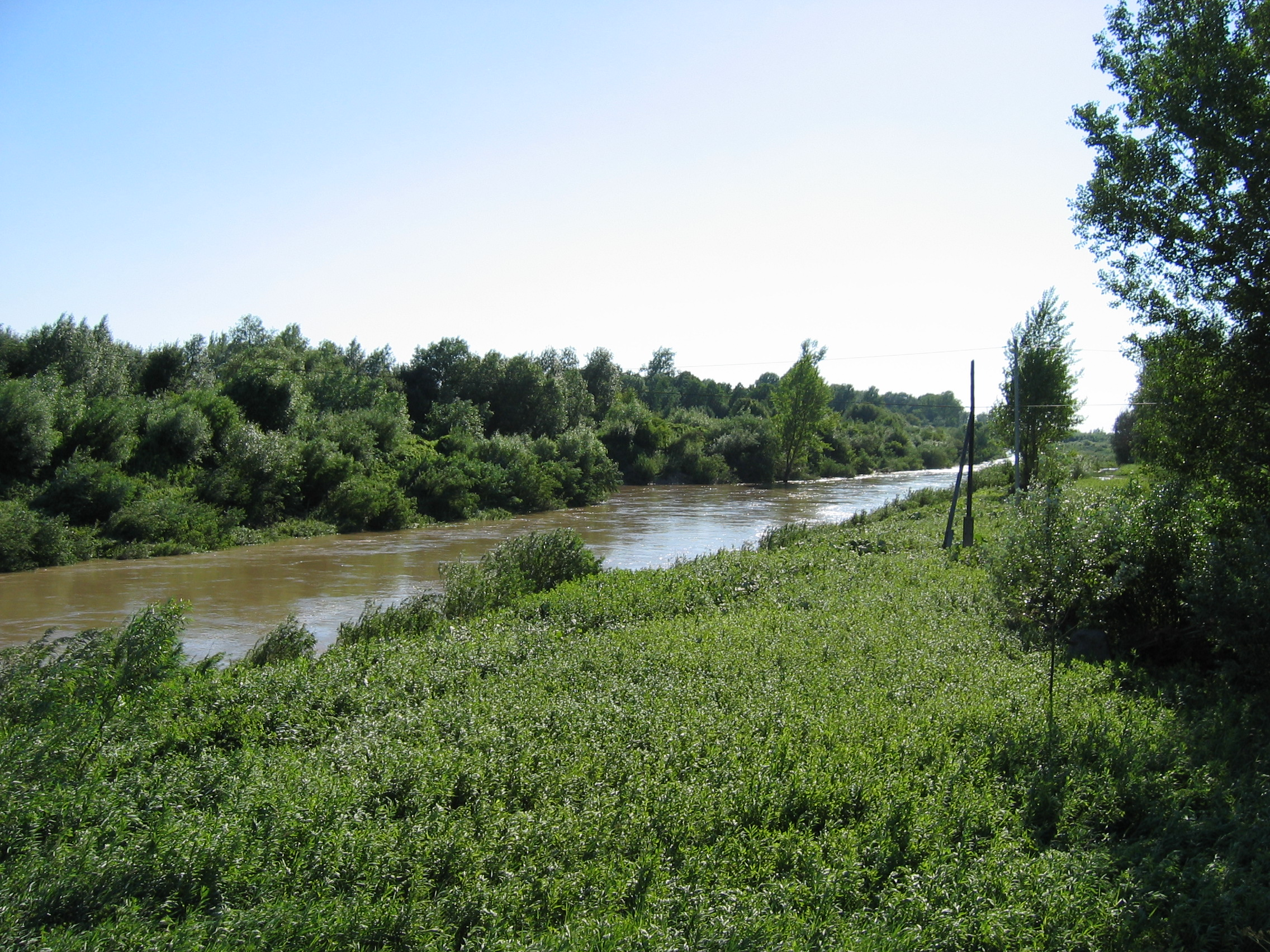
Wisłoka w Mielcu.
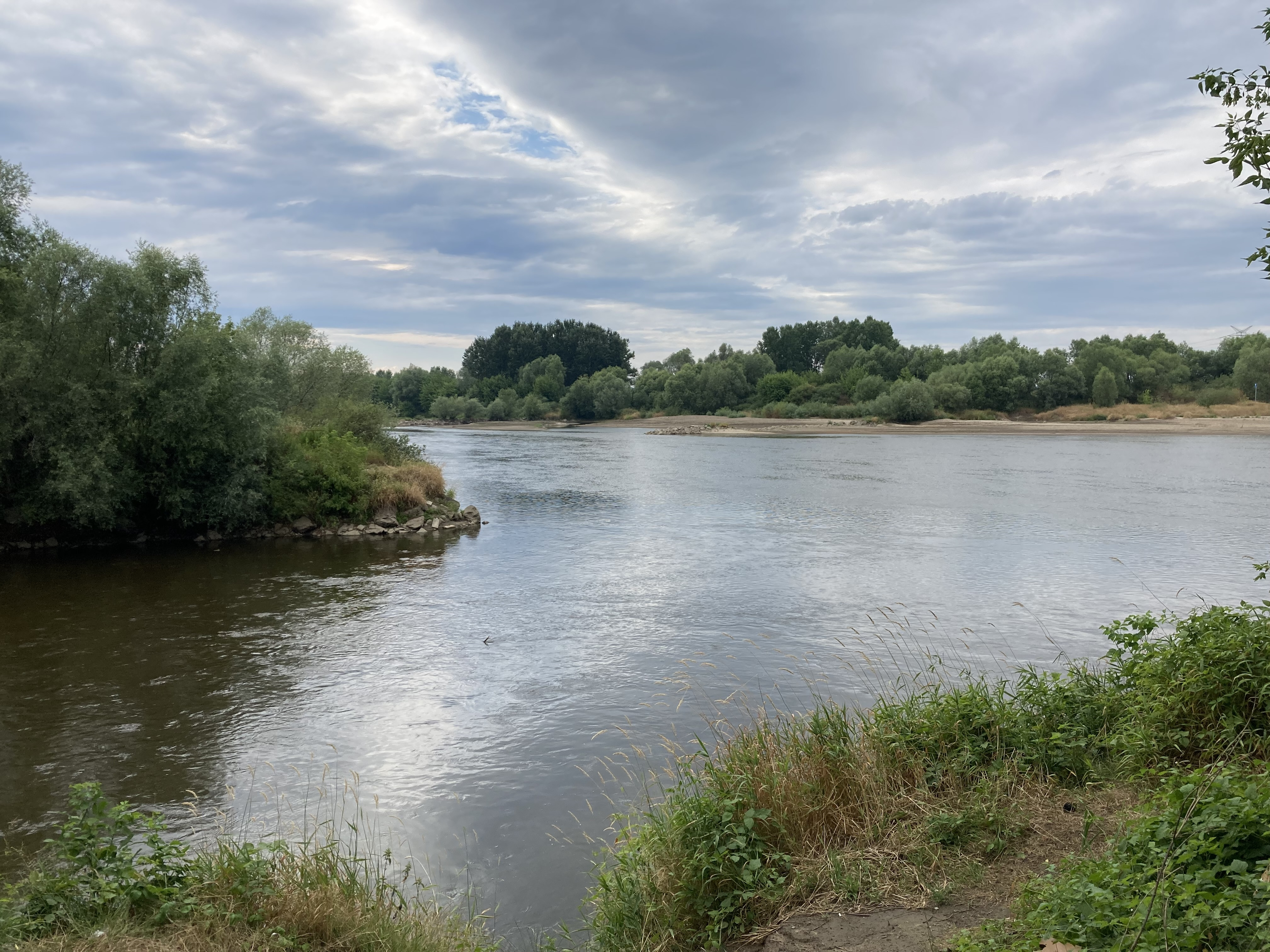
Ujście Wisłoki do Wisły.